# Guadalquivir
A Guadalquivir a második leghosszabb folyó Spanyolországban, hossza 657 km, vízgyűjtő területe  56 978 km².

## A név eredete
A folyó neve az arab Wadi al-Kabir kifejezésből ered, amelynek magyar jelentése: 'a nagy folyó'. A rómaiak előtti időszaktól a muszlim invázióig a neve Betis volt (manapság a sevillai Real Betis labdarúgócsapat nevéből ismert).

## Folyása
Az ún. Betikai-Kordillerákban (Sierra de Cazorla) ered, majd Córdoba és Sevilla után, Sanlucar de Barrameda közelében a Cádizi-öbölnél torkollik az Atlanti-óceánba. A delta mocsarainak neve Las Marismas.